# Силоксен
Силоксен — название нескольких соединений, которые имеют одну и ту же эмпирическую формулу (Si6O3H6 или Si2OH2), но разную структуру — силоксен Велера и силоксен Каутского.  Эти вещества получаются в зависимости от условий реакции, когда соляная кислота действует на дисилицид кальция (CaSi2). До начала 1970-х годов они считались веществами, которые различались только степенью очистки.  В статье «Weiss et al.» (1980) структуру силоксена Вёлера, ошибочно называют силоксеном Каутского, впервые выяснив с помощью рентгеновской дифрактометрии строение молекул. 
Обладает свойством краткосрочной хемилюминесценции в сильнокислой среде.

## История открытия
Реакция взаимодействию карбида кальция с водой с образованием ацетилена, в 1863 году побудила Вёлера смешать силицид кальция с холодной соляной концентрированной кислотой с целью получения соединения с кратной связью кремний-кремний. Он получил оранжево-желтое кристаллическое вещество названное им кремнием (силиконом). Позже вещество было названа силоксеном Вёлера.
В 1921 году Каутский опубликовал свои результаты собственных исследований «соединения Вёлера». Он сообщил, что получил то же соединение в «более определённых условиях», используя концентрированную соляную кислоту в меньших количествах и работая в этаноле в качестве растворителя. По его мнению, продукт, зеленовато-белое твердое вещество, было идентично соединению, полученному Велером, но в отличие от последнего, «не содержащему продуктов разложения». Позже он назвал это соединение циклогексатрисилоксаном, или сокращенно силоксеном. На основе химического поведения он вывел структуру Каутского «силоксена». Согласно этому, силоксен Каутского состоит из кремния шестикольцевые звенья, которые соединены друг с другом через кислород и образуют полимерный слой, кремний четвёртой валентности насыщен водородом и расположен попеременно выше и ниже этого слоя.
В 1999 году при проведении рентгеновской эмиссионной спектроскопии было выяснено, что силоксен Каутского аморфное вещество.

## Получение
Дисилицид кальция (CaSi2) является единственным исходным соединением для получения силоксенов. Он содержит шестикольцевые слои атомов кремния, сравнимые со структурами серого мышьяка, сурьмы или висмута или со слоями кристаллического кремния. Между слоями Si существуют плоские монослои катионов кальция, spd-орбитали которых сильно гибридизованы и слабо взаимодействуют с p-орбиталями кремния. Из-за преимущественно ионного характера связи это соединение также можно сформулировать как Ca2+(Si-)2.
Силоксен Вёлера получают в результате взаимодействия силицида кальция и холодной концентрированной соляной кислотой. Для получения силоксена Каутского берут соляную кислоту в меньших количествах и используют этанол в качестве растворителя.
При получении силоксена может выделяться силан, который воспламеняет водород выделяющийся в больших количествах.
{\displaystyle {\ce {3CaSi2 + 6HCl + 3H2O = Si6H3(OH)3 + 3CaCl2 + 3H2}}}
{\displaystyle {\ce {3CaSi2 + 6HCl + xH2O = Si6H3-x(OH)x + 3CaCl2 + xH2}}}

## Химические свойства
Силоксен Вёлера нерастворим в органических растворителях, воде и кислотах, таких как соляная и серная кислота.
Разлагается в щелочной среде (например, в растворе аммиака) вплоть до оксида кремния. В качестве мягкого восстановителя силоксен восстанавливает ионы меди или серебра до соответствующего металла.
Силоксен Вёлера чувствителен к свету и теряет свою фотолюминесцентную способность при воздействии синего или УФ-света. Даже без контакта со светом соединение полностью обесцвечивается через несколько дней в кислородсодержащей атмосфере. Из-за этого силоксен не нашел практического применения.
При температурах выше 400 °C (без доступа кислорода) силоксен Велера полностью аморфен соединение больше не фотолюминесциирует, а ИК-спектр очень похож на спектр аморфного кремния.

### Хемилюминесценция силоксена
Хемилюминесценцию силоксена впервые заметил Каутский в сильнокислой среде.
«Неорганическая хемилюминесценция» встречается довольно редко (например, окисление белого фосфора, синглетного кислорода). Однако существует соединение кремния, «силоксен Велера», которое при окислении проявляет относительно яркую, но короткую хемилюминесценцию.